# Ben Maachou
Ben Maachou (franska: Ben Maachou (CR), Ben Maachou (Commune Rurale), arabiska: سيدي حجاج) är en kommun i Marocko.   Den ligger i provinsen Berrechid och regionen Casablanca-Settat, 150 km sydväst om huvudstaden Rabat. Antalet invånare är 8 680.